# خطبا (غوغر)
خطبا (بالفارسية: خطبا) هي قرية تقع في إيران في قسم غوغر الريفي. يقدر عدد سكانها بـ 15 نسمة .